# Palau de Miravet
El Palau de Miravet, conegut també com a Casa Costa pel cognom d'un dels seus últims propietaris, és l'edifici civil més emblemàtic del Cap de la Vila de Miravet (Ribera d'Ebre) i és inclòs a l'Inventari del Patrimoni Arquitectònic de Catalunya. Actualment acull el centre d'art Joaquim Mir i funciona com a casal d'hostes.

## Arquitectura
És una obra situada al sud del nucli urbà de la vila de Miravet, al carrer Palau i precedint l'accés al nucli històric de la població, el Cap de la Vila. Es tracta d'un edifici entre mitgeres de planta rectangular, amb la coberta de teula a dos vessants i distribuït en planta baixa, pis i golfes. La façana principal, orientada al riu Ebre, presenta un porxo a la planta baixa obert mitjançant finestrals d'arc escarser i cobert per un embigat de fusta. El portal d'accés principal és d'arc de mig punt adovellat, amb els brancals fets de carreus ben desbastats. Al costat hi ha un portal d'arc escarser amb l'emmarcament arrebossat i pintat. La resta d'obertures són rectangulars. Al pis hi ha balcons exempts, amb les llosanes motllurades. A l'extrem de migdia d'aquest mateix pis hi ha una tribuna fora dels límits del porxo inferior.
La construcció ha estat restaurada entre els anys 2008 i 2017 i s'hi han descobert restes de l'estructura original, possiblement del segle XIV, tot i que l'obra actual pertany als segles XVIII-XIX. La façana ha estat arrebossada i pintada recuperant el color original blau de cobalt.

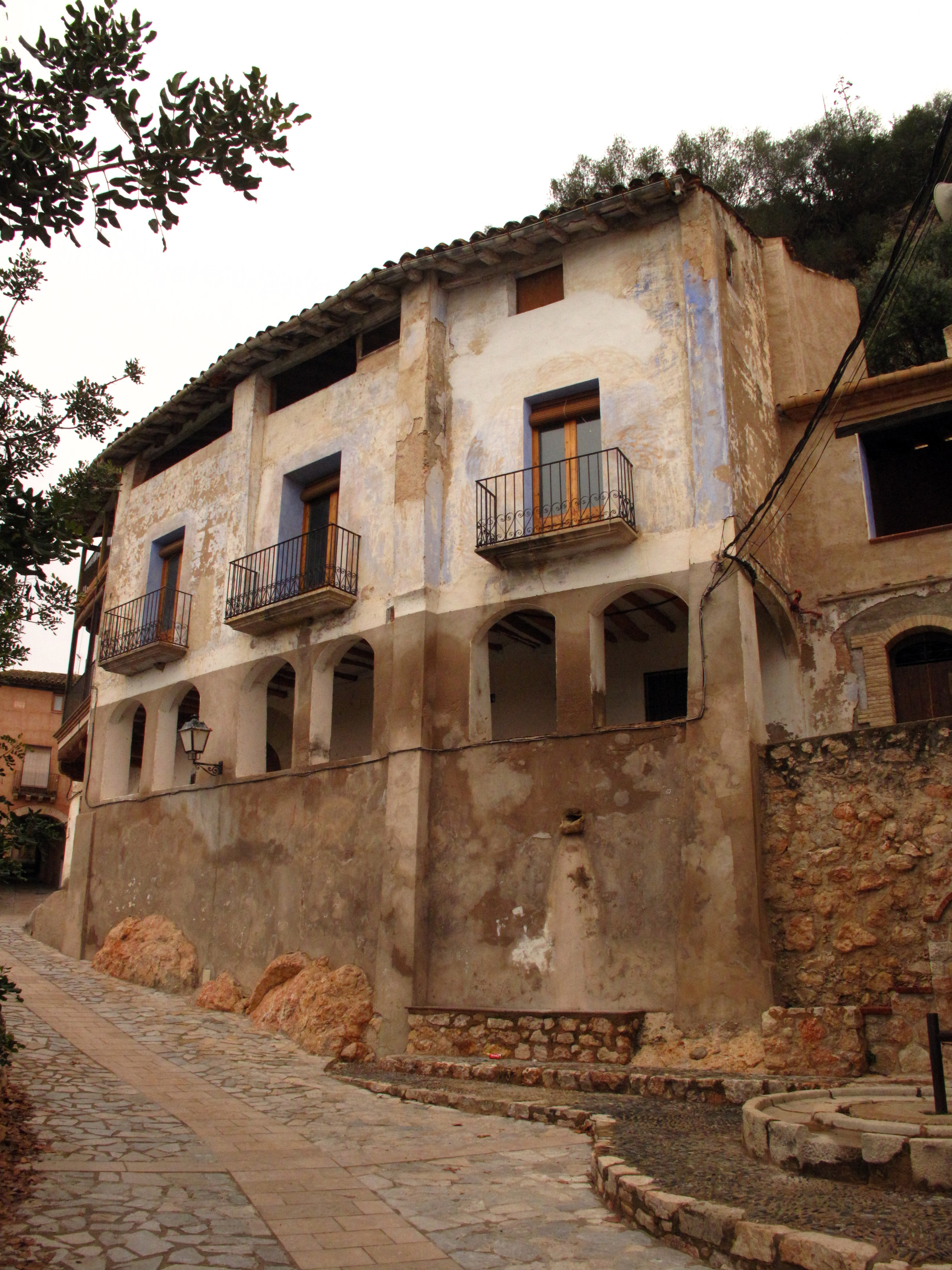
L'edifici abans de l'acabament de la restauració, el gener del 2014
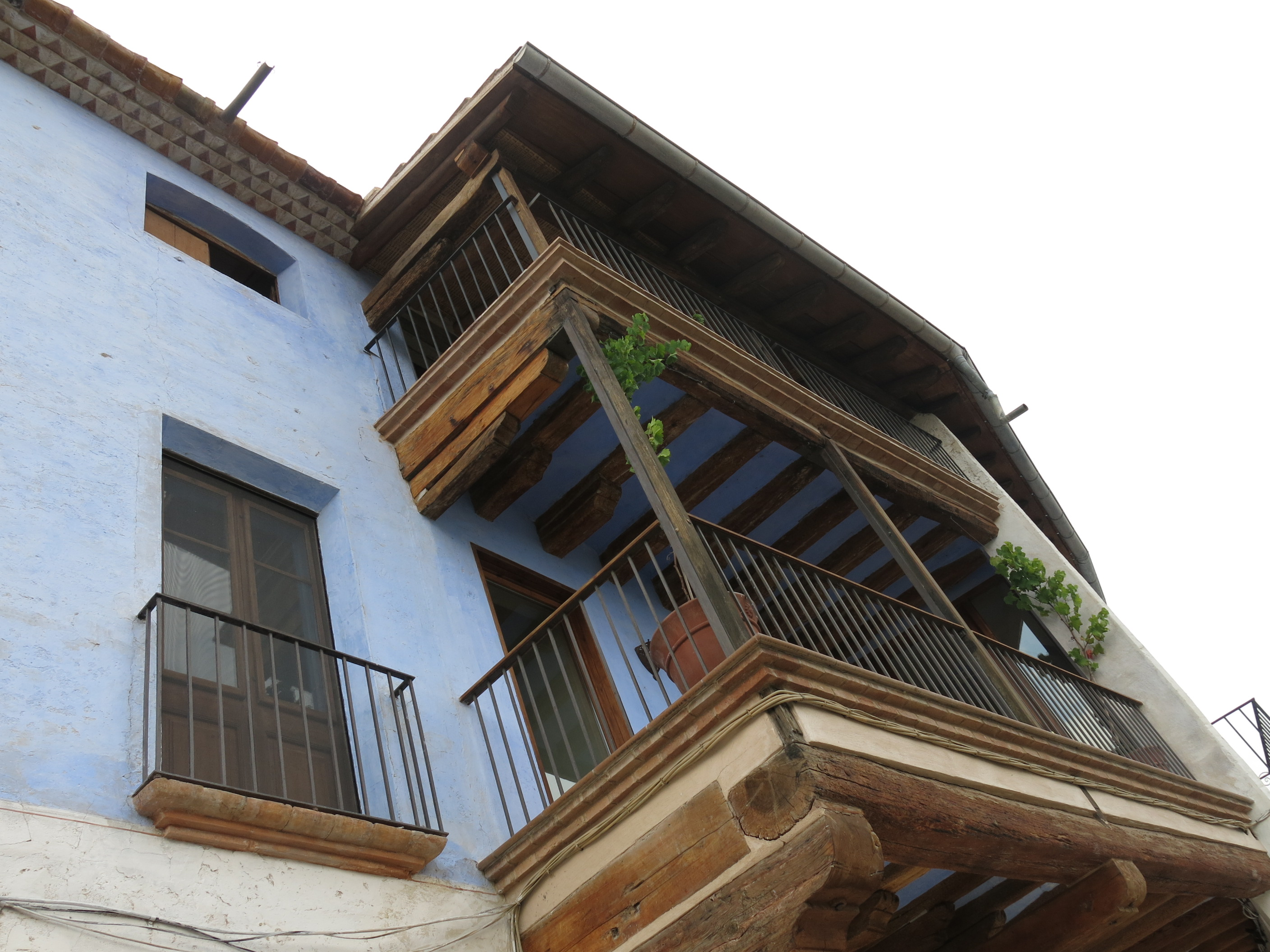
Galeria, des del carrer del Riu
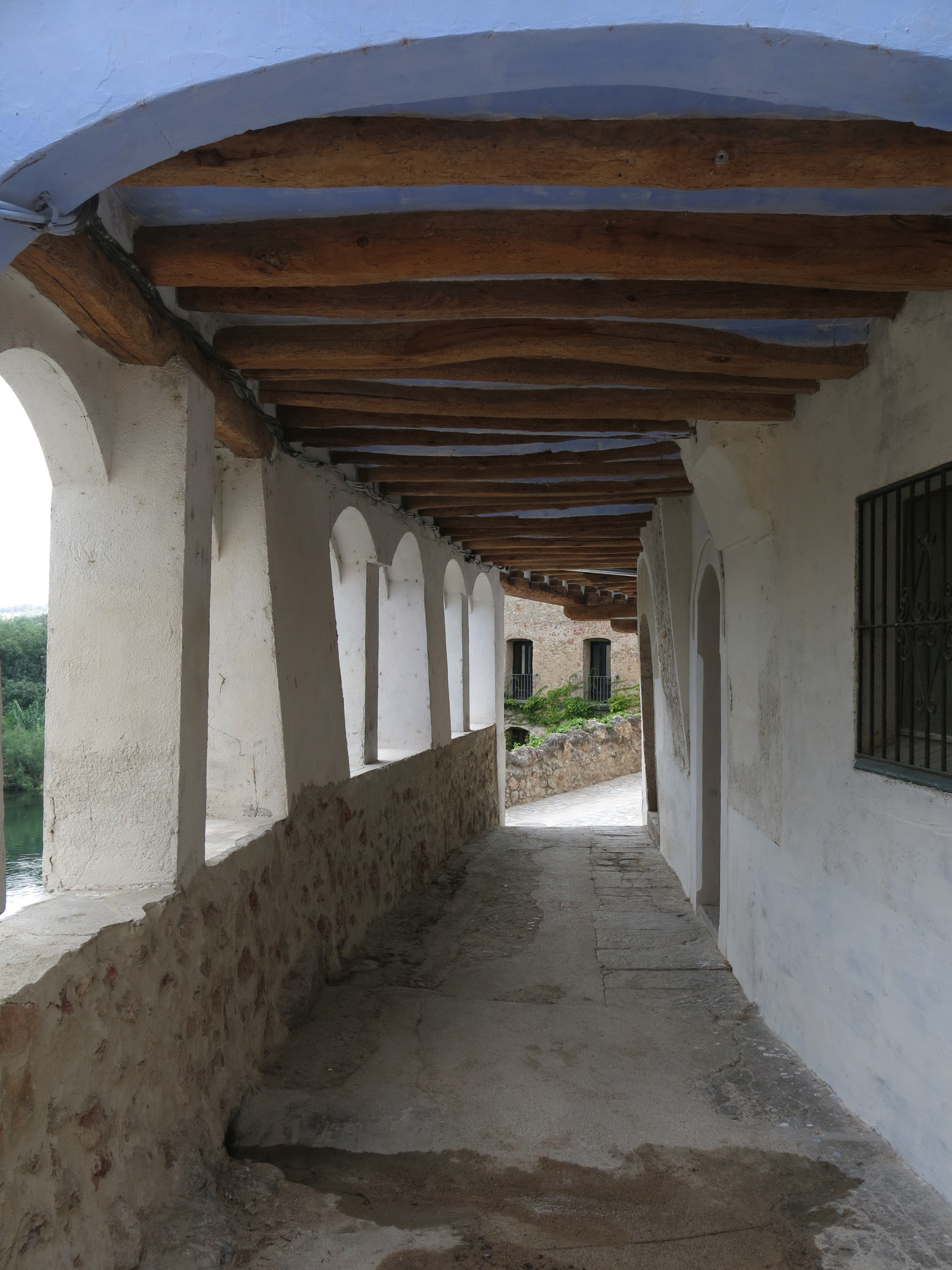
Porxo
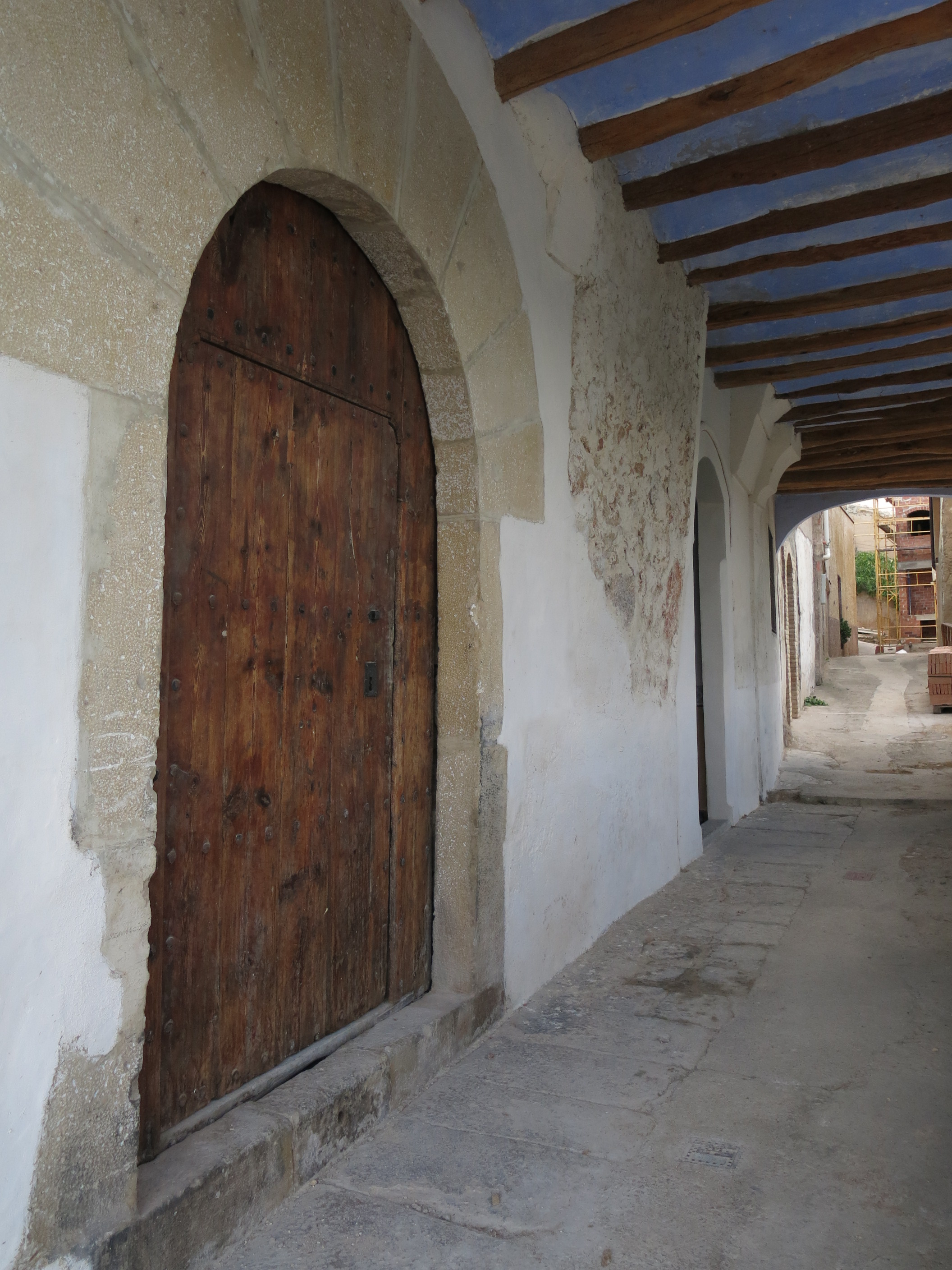
Portal
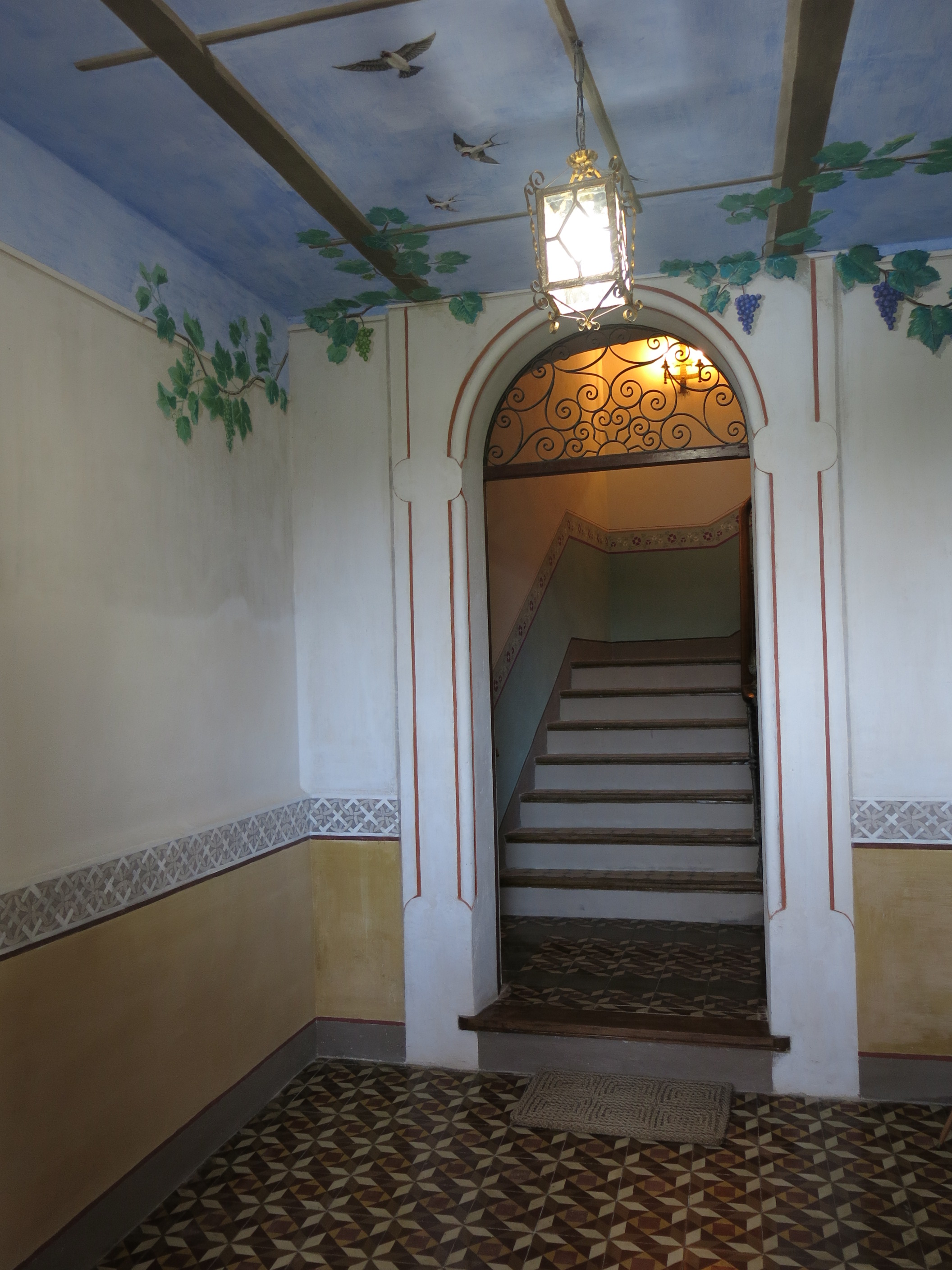
Vestíbul
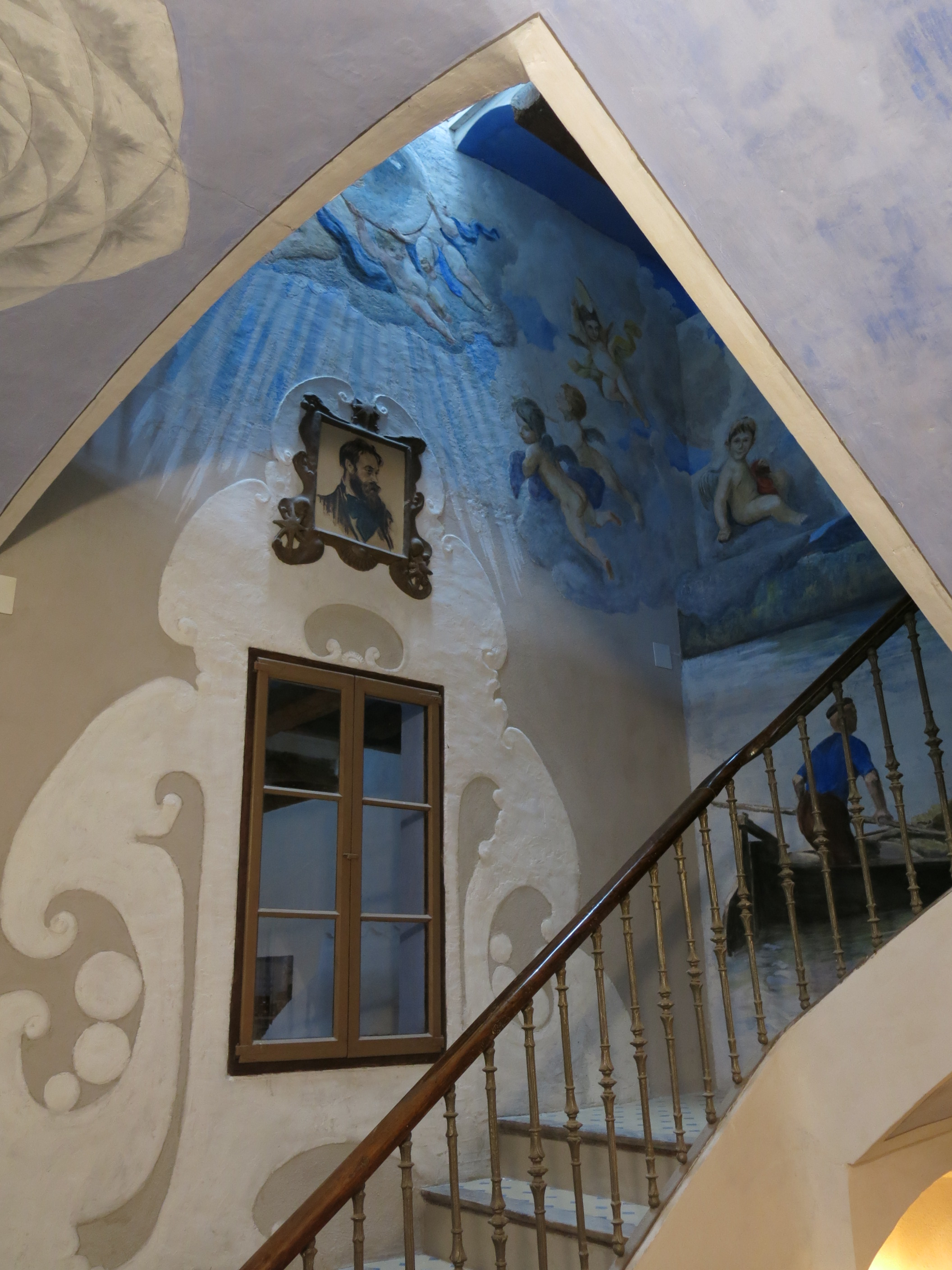
Escala
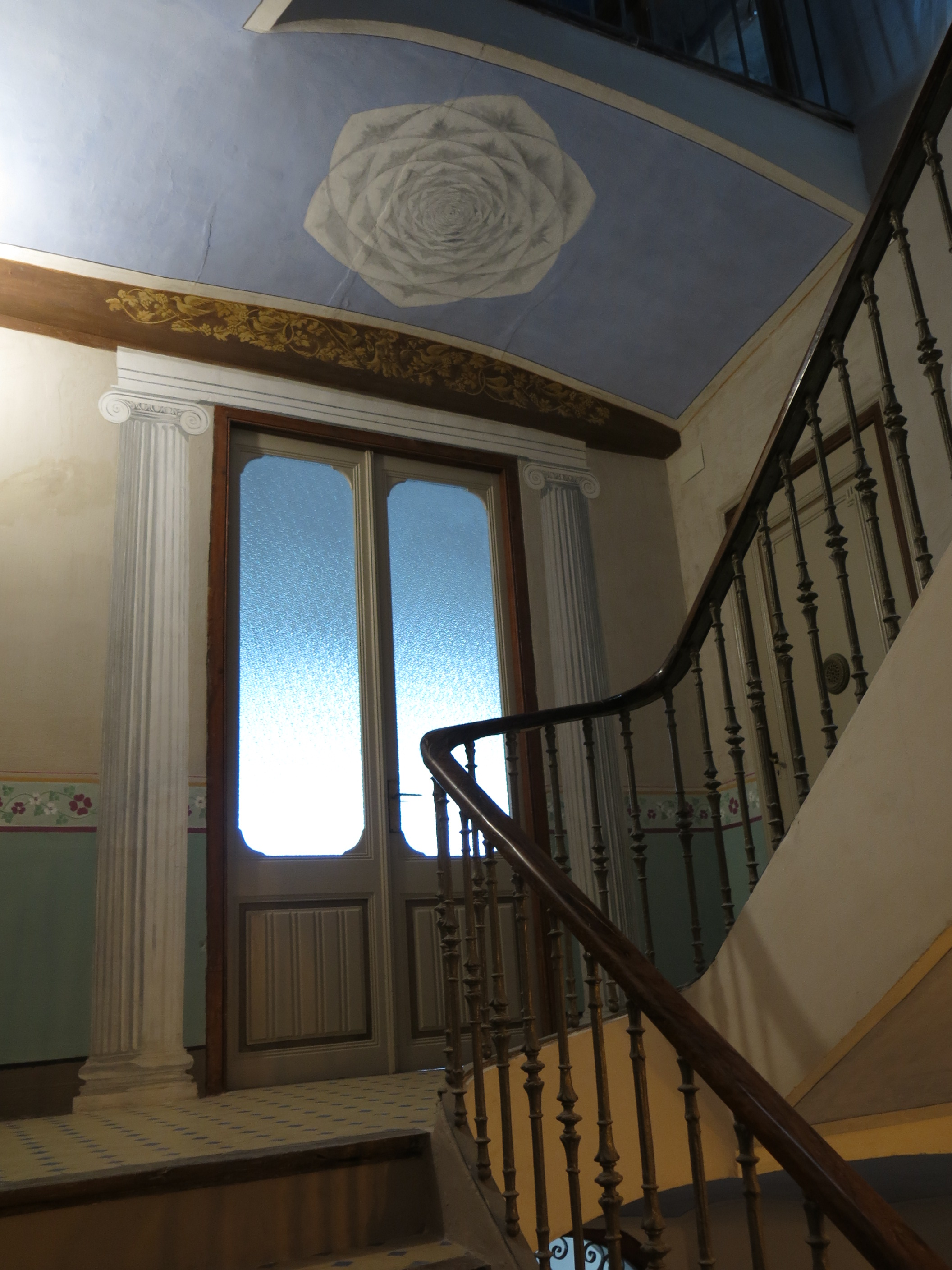
Escala